# Maria Felícia Guggiari Echeverría
Maria Felícia de Jesus Sacramentado, O.C.D., nascida Maria Felícia Guggiari Echeverría e conhecida simplesmente por como "Chiquitunga" (Vila Rica, 12 de janeiro de 1925 – Assunção, 28 de abril de 1959), foi uma religiosa católica paraguaia, membra da Ordem dos Carmelitas Descalços e, em sua adolescência, da Ação Católica.
Chiquitunga entrou na ordem apesar da oposição de seus pais por influência de seu amigo Saua Angel, que conheceu quando participava da Ação Católica e que posteriormente viria a se tornar padre.
O processo que tornou possível sua beatificação começou sob o pontificado de São João Paulo II, no ano de 1997. Foi declarada venerável pelo Papa Bento XVI e beata pelo Papa Francisco.

## Vida
María Guggiari Echeverría nasceu em 1925 no Departamento de Guairá como a primeira de sete filhos de Ramón Guggiari e María Arminda Echeverría. Seu pai a chamava freqüentemente de "Chiquitunga". Seus irmãos incluíam seu irmão Federico Augusto Ramón Guggiari Echeverría e as irmãs María Teresa Arminda e Mañica González Raveti; havia quatro outros.
Ela foi batizada em 28 de fevereiro de 1929 e fez sua Primeira Comunhão em 8 de dezembro de 1937.
Em 1941 tornou-se membro do movimento da Ação Católica - apesar da oposição de seus pais - e se dedicou ao movimento e ao cuidado dos pobres e daqueles que sofriam enquanto servia também como catequista de crianças. Foi durante seu tempo com o movimento que ela conheceu e se apaixonou pelo estudante de medicina Saua Angel e ela começou a se perguntar se Deus queria que ela se casasse como os pais de Teresa de Lisieux, que fizeram votos para permanecer castos na vida de casado. Chiquitunga esperou que a vontade do Senhor se manifestasse, e Angel lhe disse mais tarde, em maio de 1951, que se sentia chamado ao sacerdócio. Ela decidiu oferecer qualquer ajuda que ele precisasse e ajudou Angel a escondê-la de seu pai, um muçulmano. Ela se despediu de Angel, que partiu para Madrid para mais estudos e para continuar a discernir sua vocação. Ela fez um voto de permanecer casta em outubro de 1942. Em 1947 - devido à agitação civil - seu pai e seu irmão Federico foram enviados a Posadas na Argentina por um breve período de tempo.
Em fevereiro de 1950 ela e seus pais se mudaram para a capital da nação Angel partiu para a Europa em abril de 1952 e depois tomou a decisão de se tornar padre em novembro de 1952, num movimento que também a levou a discernir seu chamado à vida religiosa (ela havia visitado um convento das Carmelitas em 20 de agosto de 1952), embora em 1953 ela tenha recebido de seus pais uma forte oposição a isso. Em janeiro de 1954, ela iniciou um período de exercícios espirituais. Apesar desta oposição, ela entrou na Ordem dos Carmelitas Descalços em 2 de fevereiro de 1955 e recebeu o hábito em 14 de agosto de 1955. Ela fez seus votos iniciais em 15 de agosto de 1956 junto com seu novo nome religioso. Ela escreveu cerca de 48 cartas para o agora Padre Angel em seu tempo como religiosa.
Em 7 de janeiro de 1959 ela ficou doente com hepatite infecciosa e foi forçada a se mudar para um sanatório para se recuperar; ela cuspiu sangue pela primeira vez em 28 de março de 1959 - Sábado Santo. Em 28 de abril de 1959 em Assunção, ela estava com seus irmãos e pais em almofadas e sentou-se e disse suas últimas palavras às 4:10 da manhã: "Jesus, eu te amo! Que doce encontro! Virgem Maria"! Ela havia pedido à priora para ler um poema de Teresa de Ávila antes de morrer. Seus restos mortais foram realocados em 28 de abril de 1993.

## Beatificação
O processo de beatificação foi iniciado após ela ter sido intitulada como Serva de Deus sob o papado de Papa João Paulo II em 17 de julho de 1997, depois que a Congregação para as Causas dos Santos concedeu o "nihil obstat" oficial ("nada contra") à causa, enquanto o processo diocesano se estendeu de 13 de dezembro de 1997 até 28 de abril de 2000. O C.C.S. validou este processo em 22 de fevereiro de 2002 e permitiu que a postulação compilasse e apresentasse o dossiê Positio aos funcionários em Roma em 2004 para uma avaliação mais detalhada.
Os teólogos se reuniram para aprovar a causa em 20 de março de 2009, enquanto os membros cardeais e bispos do C.C.S. se reuniram e aprovaram a causa de maneira semelhante em 8 de fevereiro de 2010. Em 27 de março de 2010, ela foi intitulada Venerável depois que o Papa Bento XVI confirmou sua vida de virtude heroica.
O processo de investigação de um milagre se estendeu de 23 de março de 2005 até 27 de abril de 2007 e recebeu a validação da C.C.S. em 14 de novembro de 2008. Seu milagre envolveu a cura de um recém-nascido, Ángel Ramón, que não mostrou sinais vitais ao nascer, mas se recuperou após 20 minutos, após as orações da obstetra pela intercessão de Maria Guggiari Echeverría. Especialistas médicos em Roma aprovaram o milagre apresentado a eles em sua reunião de 1 de junho de 2017. Os teólogos aprovaram o caso em 30 de novembro de 2017, assim como os membros do C.C.S. em 6 de março de 2018. O Papa Francisco aprovou este milagre apenas horas depois e confirmou sua beatificação; ela foi beatificada no Estádio Geral Pablo Rojas em 23 de junho de 2018 com o Cardeal Angelo Amato presidindo em nome do Papa.O atual postulador designado para a causa é Romano Gambalunga.